# 2921 Sophocles
2921 Sophocles este un asteroid din centura principală, descoperit pe 24 septembrie 1960 de PLS.